# Pantopsalis halli
Espèce
Pantopsalis halli est une espèce d'opilions eupnois de la famille des Neopilionidae.

## Distribution
Cette espèce est endémique de Nouvelle-Zélande. Elle se rencontre vers le mont Algidus.

## Description
La carapace de la femelle syntype mesure 2 mm de long sur 2,5 mm et l'abdomen 2,5 mm de long sur 3,0 mm.
La carapace de la femelle décrite par Taylor en 2004 mesure 2,0 mm de long sur 3,0 mm.

## Systématique et taxinomie
Cette espèce a été décrite par Hogg en 1920.

## Étymologie
Cette espèce est nommée en l'honneur de Thomas Sergeant Hall.

## Publication originale
- Hogg, 1920 : « Some Australian Opiliones. » Proceedings of the Zoological Society of London, vol. 1920, no 1, p. 31–48 (texte intégral).